# Osnovna šola Kolezija
Osnovna šola Kolezija je ena izmed ljubljanskih osnovnih šol; ustanovljena je bila septembra 1986. Njena trenutna ravnateljica je Nina Triller.